# Popielichowate

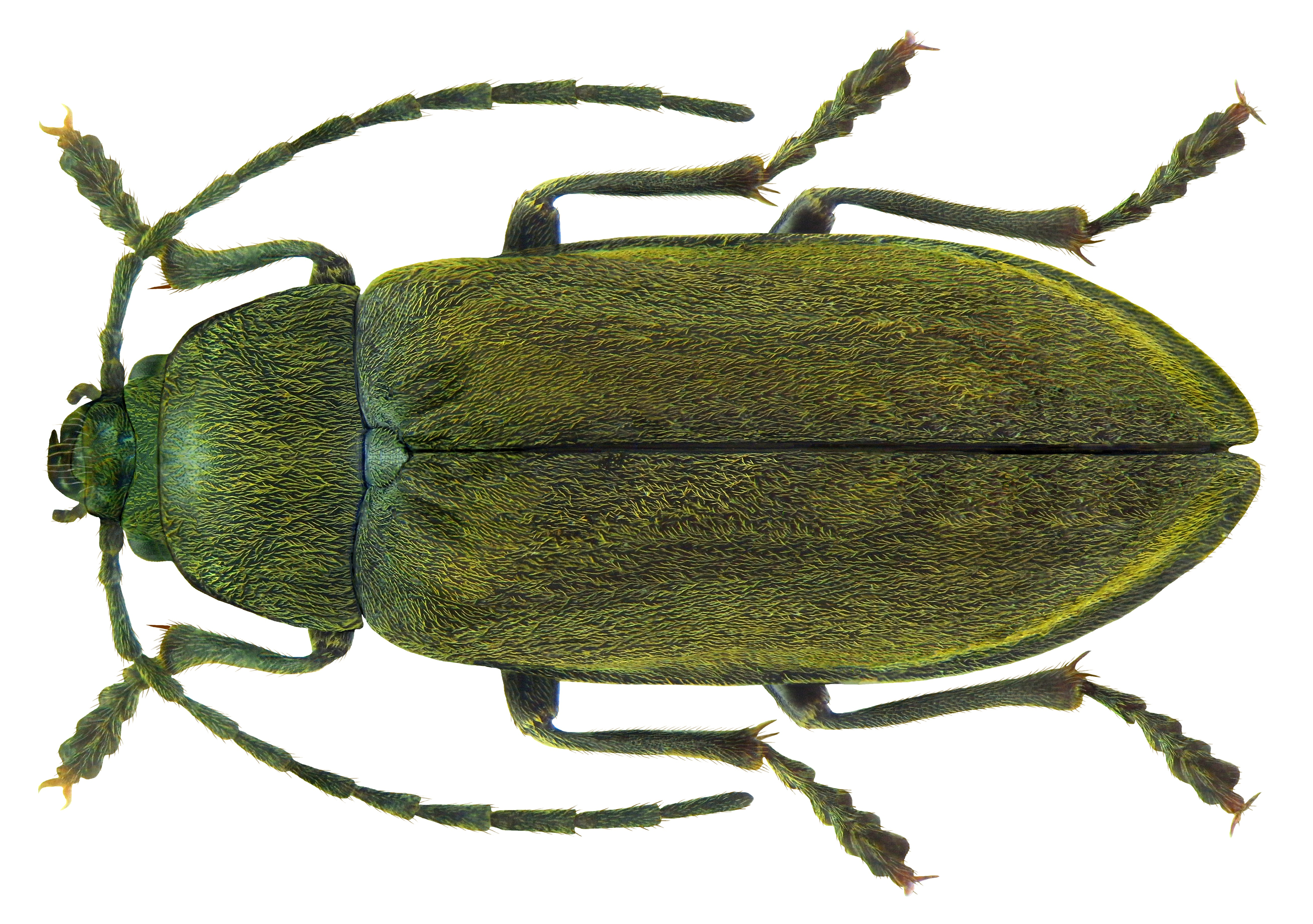
Samiec popielichy torfowej

Popielichowate (Dascillidae) – rodzina chrząszczy z podrzędu wielożernych i infrarzędu sprężykokształtnych. Liczy około 100 opisanych gatunków. Rozprzestrzeniona jest kosmopolitycznie. Larwy są glebowe lub termitofilne. Samice niektórych gatunków są nielotne. W zapisie kopalnym rodzina znana jest od kredy wczesnej.

## Morfologia

### Owad dorosły
Chrząszcze o umiarkowanie lub silnie wydłużonym ciele długości od 4,5 do 25 mm. Może ono być nieco przypłaszczone do silnie wypukłego, a jego długość może być od 1,8 do 4,25 razy większa od szerokości. Wierzch ciała jest nagi lub porośnięty owłosieniem leżącym lub stojącym, niekiedy zabarwionym.
Głowa jest w zarysie niemal kwadratowa lub szeroko trójkątna, pozbawiona przewężenia z tyłu. Całobrzegie oczy złożone zbudowane są z drobnych omatidiów egzokonicznego typu. Zwykle oczy są duże i wyłupiaste, ale u samic niektórych Karumiinae są zredukowane. Zbudowane z jedenastu członów czułki mogą być w całości nitkowate albo od trzeciego członu być piłkowane lub grzebieniaste. Poprzeczna warga górna zwykle jest dobrze widoczna i wolna. Żuwaczki mają krawędzie tnące pozbawione moli i prosteki, zaopatrzone w przynajmniej jeden ząbek. Żuwka wewnętrzna pozbawiona jest kolców i haków, niekiedy jest silnie zredukowana. Żuwka zewnętrzna ma zwykle dwupłatowy i gęsto owłosiony wierzchołek. Umięśnienie głowy cechuje się brakiem musculus craniolacinialis i redukcją wewnętrznych mięśni głaszczków wargowych.
Przedplecze jest szersze niż dłuższe, najszersze pośrodku lub z tyłu, o przednich kątach niewystających, a tylnych zaokrąglonych do spiczastych. Zwykle po bokach przedplecza występują kompletne żeberka, ale u niektórych Karumiinae są one słabo wyrażone lub niepełne. Na powierzchni przedplecza brak dołków przypodstawowych czy rowka środkowego. Pokrywy są od dwóch do ośmiu razy dłuższe od przedplecza i od 1,2 do 3,77 razy dłuższe niż szerokie. Z wyjątkiem niektórych Karumiinae są one całobrzegie i u szczytu wspólnie szeroko zaokrąglone. Punktowanie na powierzchni pokryw jest nieregularne lub ułożone w 12 rzędów, czasem wgłębionych. U Dascillinae tylna para skrzydeł jest zawsze dobrze rozwinięta, natomiast wśród Karumiinae samice zwykle mają ją zredukowaną. Episternity śródtułowia są wyraźnie odseparowane od siebie, jak i od śródpiersia (mezowentrytu). Zapiersie (metawentryt) leży w tej samej płaszczyźnie co śródpiersie i jest w różnym stopniu wypukłe. Otwierające się bocznie panewki bioder środkowej pary stykają się lub są wąsko oddzielone. Panewki bioder tylnych również stykają się lub są wąsko oddzielone. Endosternit zatułowia jest pozbawiony blaszek i ma krótkie lub zanikłe ramiona boczne. Odnóża mają stawy między krętarzami a udami mniej lub bardziej skośne, ostrogi na wierzchołkach wszystkich goleni oraz wszystkie stopy pięcioczłonowe i zwieńczone niezmodyfikowanymi pazurkami.
Liczba widocznych od spodu sternitów odwłoka (wentrytów) wynosi zwykle pięć lub sześć, ale u niektórych Karumiinae sięga siedmiu lub ośmiu. Przetchlinki ósmego segmentu odwłoka są zawsze w pełni funkcjonalne. Dziewiąty tergit u samców jest głęboko wykrojony, a dziesiąty w pełni rozwinięty i nieprzyrośnięty do poprzedniego. Jądra zbudowane są z od pięciu do siedmiu płatów, uformowanych przez spiralnie poskręcane kanaliki nasienne. Ponadto występują duże, nerkowate gruczoły spermatoforowe i mniejsze gruczoły dodatkowe. Symetryczny edeagus ma fallobazę pozbawioną rozpórek na przedniej krawędzi, stawowo przyłączone, niezakrzywione haczykowato paramery oraz podzielone na brzuszny i grzbietowy płat prącie. Samica ma ósmy sternit z dobrze rozwiniętym spiculum ventrale. Pokładełko w większości przypadków jest długie, słabo zesklerotyzowane, zaopatrzone w podzielone gonokoksyty, końcowe styliki i podłużną bakulę. Krótkie, pozbawione stylików pokładełka mają rodzaje Anorus i Pleolobus.

### Larwa
Larwy mają wydłużone, prawie walcowate do lekko przypłaszczonego, nieco brzusznie zakrzywione, jasno ubarwione, owłosione ciało. Duża, poprzeczna, hipognatyczna głowa ma zaokrąglone boki i wyraźnie wykrojony tył. Puszka głowowa pozbawiona jest szwu czołowo-nadustkowego i podłużnej bruzdy środkowej. Warga górna jest częściowo przyrośnięta do puszki. Oczu brak zupełnie. Czułki robią wrażenie dwuczłonowych, gdyż ich trzeci człon jest bardzo drobny. Tęgie, niesymetryczne żuwaczki mają dwuzębne wierzchołki, dwu- lub trójzębne retinacula, dobrze wykształcone mole i dodatkowe wyrostki brzusznej strony u nasady. Szczęki mają wyraźne, zesklerotywaone, poprzeczne lub ukośne kotwiczki, stawowo połączone, jednoczłonowe żuwki zewnętrzne, nieruchome żuwki wewnętrzne i trójczłonowe głaszczki szczękowe. Dwuczłonowe głaszczki wargowe są dłuższe niż języczek. Podgębie cechuje się obecnością brakonu oraz skleromem z kilkoma sklerytami i parą grzebyków. Nieco tylko szerszy od pozostałych segmentów tułowia przedtułów nie nakrywa głowy. Tergity tułowia i odwłoka do dziewiątego włącznie zaopatrzone są w żółtawej barwy płytki. Odnóża tułowiowe są pięcioczłonowe, zwieńczone pazurkami i pozbawione narządów strydulacyjnych. Odwłok jest mniej więcej dwukrotnie dłuższy od tułowia, zbudowany z dziesięciu segmentów, zwykle zwieńczony urogomfami. Sitkowate, pozbawione mechanizmu zamykającego przetchlinki są duże i nerkowate na segmentach tułowia i pierwszym segmencie odwłoka, a na dalszych segmentach małe i bardziej półkoliste.

## Biologia i ekologia
Biologia i ekologia popielichowatych są słabo zbadane. Osobniki dorosłe spotyka się na różnych roślinach, w tym trawach. Żyją krótko.
Spośród Dascillinae larwy zbadano u rodzajów popielicha (Dascillus) i Notodascillus. Bytują one w glebie (geofile). Część autorów przypuszcza, że żerują na korzeniach roślin, jednak badania zawartości przewodów pokarmowych u larw popielichy torfowej wskazują, że są one niewyspecjalizowanymi saprofagami, żerującymi na martwej materii organicznej. Larw Karumiinae dotąd nie opisano, a samice z tej podrodziny znane są tylko u rodzajów Genecerus, Pleolobus i Anorus – w przypadku tych dwóch ostatnich mają one skrócone pokrywy, zredukowane tylne skrzydła i są niezdolne do lotu. Samice z rodzaju Anorus odnajdywano w towarzystwie termitów, zarówno w korzeniach roślin, jak i w zaatakowanych domostwach, co sugeruje, że przynajmniej niektóre Karumiinae są termitofilami.

## Rozprzestrzenienie
Rodzina jest kosmopolityczna, przy czym większość gatunków występuje na półkuli północnej. Przedstawiciele Dascillinae występują w Palearktyce, krainie etiopskiej, krainie orientalnej, Archipelagu Malajskim, Australii, Wielkich Antylach i na zachodzie nearktycznej Ameryki Północnej. Z kolei Karumiinae spotkać można w Afryce, Azji Środkowej, pustynnych i półpustynnych rejonach Ameryki Północnej oraz umiarkowanej strefie Ameryki Południowej. Łącznie w Stanach Zjednoczonych występuje 5 gatunków, ograniczonych zasięgiem do Arizony i Kalifornii. Z kolei w Europie występują trzy gatunki z rodzaju popielicha, z których w Polsce stwierdzono tylko D. cervinus. Australię zasiedlają 3 gatunki z rodzaju Notodascillus.

## Taksonomia i ewolucja
Takson ten wprowadził w 1843 roku Félix Édouard Guérin-Méneville. Dawniej rodzina popielichowatych bywała znacznie szerzej definiowana, obejmując przedstawicieli takich współcześnie wyróżnianych rodzin jak Artematopodidae, Cneoglossidae, Eulichadidae, Brachypsectridae, Psephenidae i Scirtidae. Popielichowate we współczesnym sensie, jako obejmujące Dascillinae i Karumiinae, wprowadził w 1995 roku Alfred Francis Newton.
Do rodziny tej należy około 100 opisanych gatunków zgrupowanych w kilkunastu rodzajach i dwóch podrodzinach:
- podrodzina: Dascillinae Guérin-Méneville, 1843
- podrodzina: Karumiinae Escalera, 1913

Zapis kopalny popielichowatych zaczyna się w kredzie wczesnej, z której to pochodzą skamieniałości Cretodascillus sinensis. Poza tym z miocenu znanych jest kilka gatunków z rodzaju popielicha oraz jeden gatunek z rodzaju Lyprodascillus. Inne, zaliczane wcześniej do popielichowatych rodzaje kopalne zostały wyłączone z tej rodziny w 2013 roku.